# Seirei Gensōki
Seirei Gensōki (jap. 精霊幻想記 Seirei Gensōki) ist eine von Yuri Kitayama als Web-Roman gestartete Romanreihe, die seit 2015 in gedruckter Form erscheint und in die Literaturgattung Isekai zu verorten ist. Der Web-Roman selbst wurde zwischen 2014 und 2020 auf der Online-Plattform Shōsetsuka ni Narō (auf Deutsch etwa „Werdet Romanautoren“) erstmalig publiziert.
Zu der Reihe entstanden zwei Umsetzungen als Web-Manga. Die erste Umsetzung erschien zwischen 2016 und 2017. Der zweite Web-Manga erscheint seit Juli 2017 und brachte bisher sieben Bände in gedruckter Form hervor. 2021 und 2024 lief eine Anime-Fernsehserie, produziert von TMS Entertainment, im japanischen Fernsehen.
Seirei Gensōki erzählt die Geschichte von Rio, einem Waisenjungen, der auf der Suche nach dem Mörder seiner Mutter ist. Nach der Rettung der Prinzessin durch ihn erhält er die Erlaubnis, an der königlichen Akademie zu lernen, jedoch nach Anschuldigungen gegen ihn fliehen muss. Zu alledem stellt sich heraus, dass er die Reinkarnation von Haruto Amakawa, einem Schüler aus dem modernen Japan ist, welcher bei einem Unfall ums Leben kam und dessen Erinnerungen an die andere Welt teilt.

## Handlung
Rio ist ein Waisenjunge, dessen Mutter brutal vor seinen Augen ermordet wurde, als er fünf Jahre alt war. Seither ist er auf der Suche nach dem Mörder seiner Mutter. Hinzu kommt, dass er die Reinkarnation von Haruto Amakawa, einem Schüler des modernen Japans ist, welcher bei einem Unfall verstarb und nun dessen Erinnerungen an diese andere Welt teilt. Mithilfe von Harutos Erinnerung erlangt Rio eine spezielle magische Kraft, die ihm bei richtiger Anwendung ein besseres Leben ermöglichen kann.
Er kann dank dieser Kraft die entführte Prinzessin Flora befreien und sicher ins Königreich Bertram zurückbringen, woraufhin Rio die Erlaubnis erhält, an der königlichen Akademie Bertrams zu lernen. Eine Anschuldigung gegen ihn sorgt dafür, dass er sein Studium vorzeitig abbrechen und aus dem Königreich fliehen muss. Er flieht in die östlichen Regionen der Welt, wo seine Mutter einst lebte. Dort trifft er auf Mitglieder seiner Familie und erfährt, dass er der Sohn einer flüchtigen Prinzessin aus dem Königreich Karasuki ist.
Jahre später beschließt Rio unter einem neuen Namen in das westliche Königreich zurückzukehren um Rache an den Feinden seiner Eltern zu üben.

## Charaktere

### Hauptcharaktere
Haruto Amakawa (天川春人, Amakawa Haruto)
Haruto war ein Student am College, welcher bei einem Verkehrsunfall verstarb. In der neuen Welt wird er als Rio wiedergeboren. Seine Mutter wird umgebracht als Rio fünf Jahre alt war und dadurch zum Waisen wurde. Er ist seither auf der Suche nach dem Mörder seiner Mutter. Zudem besitzt Rio sämtliche Erinnerung von Harutos Leben in Japan. Er rettet Prinzessin Flora, die verschleppt wurde, und erhält als Dank das Recht, an der königlichen Akademie von Beltrum zu studieren. Aufgrund falscher Anschuldigungen muss Rio aus dem Königreich fliehen und reist in den Osten, wo seine Mutter einst lebte. Später beschließt er, unter einem Decknamen nach Beltrum zurückzukehren.
Celia Claire (セリア＝クレール, Seria Kurēru)
Celia war Rios Lehrerin an der königlichen Akademie und die einzige, die Rio freundlich gesinnt war. An seinem ersten Schultag brachte sie ihn das Lesen und Schreiben von Zahlen bei. Gemeinsam verbrachte sie mit Rio viel Zeit in ihrem Labor, sodass sie irgendwann begann, Gefühle für ihn zu entwickeln. Als Rio unter neuen Namen aus dem Exil nach Bertram zurückkehrt, muss er erfahren, dass Celia gezwungen wird, Charles siebte Ehefrau zu werden.
Aishia (アイシア)
Aishia ist ein Geistermädchen, welches einen Vertrag mit Rio geschlossen hat. Sie ist bereit alles dafür zu tun, um Rio bzw. Haruto zu unterstützen. Vom Geisterbaum Dryad erfährt Rio, dass Aishia ein Geist der oberen Klasse ist.
Endo Suzune (遠藤涼音, Suzune Endo)
Endo Suzune ist eine Grundschülerin, die im gleichen Bus wie Haruto saß und bei einem Verkehrsunfall verstarb. Sie wurde als Latifa, ein Biestmenschen-Mädchen des Fuchsstammes, wiedergeboren. Zu Beginn war sie Rios Erzfeind, die von Duke Hugenot durch ein magisches Halsband versklavt und von ihm zur Assassine ausgebildet wurde. Rio kann sie besiegen und befreien, woraufhin sie sich aus Dankbarkeit Rio anschließt. Sie entwickelt Gefühle für Rio und wird neidisch, wenn andere Mädchen mit ihm sprechen.
Miharu Ayase (綾瀬美春, Ayase Miharu)
Miharu ist Harutos Kindheitsfreundin und erste große Liebe. Während Haruto als Rio wiedergeboren wurde, wurde Miharu in die neue Welt beschworen. Als beide erstmals wieder aufeinandertreffen hat Rio aufgrund seiner geänderten Moralvorstellungen, die im Vergleich zu seinem ersten Leben als Haruto gänzlich anders sind, Probleme mit Miharu zu interagieren. Später verleiht Aishia Miharu einen Traum von Harutos und Rios Vergangenheit, bevor sie sie erstmals wiedersahen, wodurch sie dazu angespornt wird, auf Rio zuzugehen. Miharu offenbart Takahisa, welche Gefühle sie für ihn hegt, dass sie in Rio und seine Vergangenheit als Haruto verliebt ist. Daraufhin wird sie von Takahisa entführt aber von Rio befreit.
Christina Beltrum (クリスティーナ＝ベルトラム, Kurisutīna Berutoramu)
Eine Prinzessin des Königreichs Beltrum, die auf der Suche nach ihrer entführten Schwester erstmals auf Rio trifft. Da sie zu diesem Zeitpunkt nicht wusste, wie man mit dem gewöhnlichen Volk interagiert, ohrfeigt sie ihn, da sie ihn für den Entführer ihrer Schwester hielt. Auch in der gemeinsamen Zeit an der königlichen Akademie hielt sie Abstand zu ihm. Auch war sie nicht dagegen, Rio eines Verbrechens zu beschuldigen. Obwohl sie sich ihm gegenüber derartig verhalten hat, ist sie Rio für die Rettung ihrer Schwester dankbar. Später als Rio – unter seinem Decknamen Haruto – nach Beltram zurückkehrt, bittet sie ihn um Hilfe um vor der Arbor-Familie zu fliehen.
Flora Beltrum (フローラ＝ベルトラム, Furōra Berutoramu)
Flora ist die zweite Prinzessin Beltrums und Christinas Schwester. Sie hat einen freundlichen Charakter. Sie wurde ein Jahr nach Rio an der königlichen Akademie eingeschrieben. Als Rio eines Verbrechens verdächtigt wird, ist er Flora gegenüber sehr vorsichtig. Dennoch hegt er ihr gegenüber keinen Groll, da er weiß, dass sie ihn nicht beschuldigt hat. Als Rio unter neuem Decknamen nach Beltrum zurückkehrt ist es Flora, die ihn trotz seiner Verkleidung als erste erkennt. Während ihrer gemeinsamen Zeit an der Akademie hatte sie Mitleid mit Rio.
Satsuki Sumeragi (皇沙月, Sumeragi Satsuki)
Eine Oberschülerin, die in die neue Welt ins Königreich Galwark beschworen wird, um dort Heldin zu werden. Da sie in ihre eigentliche Welt zurückkehren will, lehnt sie erst ab, sagt aber später zu, Heldin zu werden, wenn das Königreich verspricht, ihr bei der Suche nach einem Weg in ihre Welt hilft. Satsuki entwickelt mit der Zeit eine Depression, zieht sich in die Einsamkeit zurück und wird anderen Menschen gegenüber vorsichtig, da sie weiß, dass das Königreich will, dass sie bleibt.
Rikka Minamoto (源立夏, Minamoto Rikka)
Rikka Minamoto kam wie Haruto und Suzume bei dem Verkehrsunfall ums Leben und wurde als Liselotte Cretia wiedergeboren, die seither Rikkas Erinnerungen teilt. Sie ist die Tochter aus dem Adelshaus Cretia aus dem Königreich Galwark. Sie besuchte die dortige königliche Akademie, die sie bereits im Alter von 15 Jahren mit Abschluss verließ, nachdem sie mehrere Jahrgänge übersprang und im Anschluss ein international tätiges Unternehmen startete. Liselotte trifft erstmals auf Rio, als dieser während seiner Flucht sie in ihrem Unternehmen besuchte. Sie lässt moderne Gegenstände produzieren, in der Hoffnung, dadurch auf andere Wiedergeborene zu stoßen. Liselotte sieht in Rio, im Gegensatz zu den anderen Adeligen, einen fähigen Mann. Später unterstützt sie Rio bei Christinas Eskorte nach Galwark und eröffnet ihm, dass sie eine Wiedergeborene ist.

### Adelige
Roanna Fontaine (ロアナ＝フォンティーヌ, Roana Fontīnu)
Die adelige Tochter aus dem Hause Fontaine, die für ihre Magie-Recherchen und ihr großes Talent für magische Angriffe bekannt ist. Sie war in ihrer Kindheit Spielkameradin und Freundin der Prinzessinnen Flora und Christina. An der königlichen Akademie wurde sie Sprecherin der Klasse. Nach ihrem Abschluss flieht sie gemeinsam mit Flora aus Beltram und schließt sich als Mitglied des Helden einer neu formierten Widerstandsgruppe an.
Alfred Emerle (アルフレッド＝エマール, Arufureddo Emāru)
Der stärkste Ritter des Königreichs Beltrum und Träger des Titels „Schwert des Königs.“
Charles Arbor (シャルル＝アルボー, Sharuru Arubō)
Der adelige Sohn aus dem Haus Arbor und bis zur Entführung von Prinzessin Flora der Vizekommandant der königlichen Armee. Er wird später seines Amtes enthoben. Er geht einen Pakt mit Reiss ein um die Kontrolle über die Armee des Königreiches zurückzuerlangen.
Reiss Vulfe (レイス＝ヴォルフ, Reisu Vuorufu)
Ein Botschafter des Imperiums Proxia, welcher seit seiner Ankunft im Königreich Beltram im Geheimen versucht, einen Krieg zwischen Beltrum und der Region Strahl anzuzetteln. Sein Motiv ist unbekannt.

### Beschworene Personen
Aki Sendou (千堂亜紀, Sendō Aki)
In Japan war sie Harutos jüngere Halbschwester. Als ihr Vater davon erfährt, lässt er sich scheiden und nimmt Haruto, zu dem sie eine enge Beziehung hatte, mit sich. Ihre Mutter heiratete später den Vater von Masato und Takahisa. Ihr Wunsch nach Harutos Rückkehr bewahrheitete sich nicht, sodass sich ihre Hingabe für ihn zu Hass entwickelt. Eines Tages wird sie gemeinsam mit Masato in die Heldenbeschwörung von Takahisa verwickelt und in eine Welt teleportiert, wo sie in einer Graslandschaft landete. Sie wird von einer Gruppe Sklavenhändlern aufgegriffen, aber von Rio – Harutos Reinkarnation – vor einer Verschleppung gerettet.
Masato Sendou (千堂雅人, Sendō Masato)
Takahisas jüngerer Bruder und der Halbbruder von Aki. Er wird in die Heldenbeschwörung seines Bruders verwickelt und in eine neue Welt gebracht. Dort wird er von Rio gerettet, den er daraufhin als älteren Bruder betrachtet. Er wird in das Adelshaus Rock eingeladen.
Takahisa Sendou (千堂貴久, Sendō Takahisa)
Masato ist ein Oberschüler und der ältere Bruder von Masato und der Halbschwester Aki. Er wird gemeinsam mit seinen Geschwistern und anderen Mitmenschen in die neue Welt beschworen und Held des Königreichs Centostella. Vor seiner Beschwörung zeigte er sich als ehrenwerte Person mit einem starken Gerechtigkeitssinn und Übervorsichtigkeit. Nach seiner Beschwörung wirkt Takahisa unsicher und besitzergreifend. Er ist fest entschlossen, seine Familie und Miharu zu finden, von denen er bei der Beschwörung getrennt wurde. Er ignoriert die Tatsache, dass Mahiru Gefühle für Rio hat.
Rui Shigekura (ルイ・シゲクラ, Shigekura Rui)
Ein Oberschüler und Freund von Kōta, Rei und Akane. Mit letzterer beginnt er eine Beziehung. Er hat US-amerikanische Wurzeln und sein Vater ist CEO eines großen Unternehmens. Nach seiner Beschwörung in die Stralh Region beginnt er schnell die Sprache der neuen Welt zu lernen, was bei Kōta aufgrund seines Minderwertigkeitskomplexes nicht gut ankommt. Er wird ein Held der neuen Welt und hat gute Kontakte zum Militär und den anderen Helden.
Sakata Hiroaki (坂田弘明, Hiroaki Sakata)
Ein Hikikomori, der Light Novels verschlang und zahlreiche JRPGs durchgespielt hat. Er wird als Held in die Stralh Region beschworen. Nach einem Treffen mit Flora und Duke Hugenot, die ihm die Situation erklären, sieht er sich als wichtigsten Protagonisten der neuen Welt. Mit seinem wachsenden Ego verbringt er die meiste Zeit damit, Frauen aufzureißen.
Rei Saiki (斉木怜, Saiki Rei)
Ein Oberschüler, der gemeinsam mit Kōta und Rui in die Stralh Region beschworen wurde. Als er Kōtas Plan durchschaut, mit Christina fliehen zu wollen, folgt er ihnen, um auf Kōta Acht zu geben. Rei wird der Verlobte von Rosa Dandi, der Tochter eines Barons. Er beschließt, Magie zu studieren und Hofmagier zu werden.
Kouta Murakumo (村雲浩太, Murakumo Kōta)
An seiner Schule in Japan einer der besten Schüler. Seine Kindheitsfreundin Akane hat eine Beziehung mit Rui Shigekura begonnen, als Kōta und Rui in die neue Welt beschworen wurden. Zu Beginn fällt es ihm schwer, sich an das Leben in der neuen Welt zu gewöhnen und flieht mit Christina aus der Stralh Region. Nach dem Ende des Krieges zwischen Beltram und dem Königreich Galarc, versöhnen sich Rui und Kōta. Er beginnt später als Abenteurer zu arbeiten.
Erika Sakuraba (桜葉エリカ, Sakuraba Erika)
Eine beschworene Heldin aus Japan, die von den Bürgern ihres Reiches als Heilige angesehen wird, nachdem sie diese aus der Tyrannei des Königshauses befreit hat. Da sie nicht über die Fakt hinwegkommt, aus ihrem früheren Leben als Dozentin einer Universität in Japan gerissen und von ihrem Geliebten getrennt zu sein, entwickelt sie eine Multiple Persönlichkeitsstörung. Aufgrund dessen provoziert sie den Adel und Demokraten zur Aufgabe ihrer Macht. Sie geht sogar so weit, dass sie vor einer Entführung nicht zurückschreckt, um ihre Ziele zu erreichen.

### Seirei no Tami
Sara (サラ)
Sarah ist ein Biestmensch aus der Gruppe der Silberwölfe und eine Nachfahrin eines der drei Dorfältesten. Sie ist die Lehrerin von Latifa für Geistermagie und bringt ihr die Gepflogenheiten und Traditionen bei. Sie lernt bei Rio Nahkampftechniken. Im Verlaufe der Handlung unterstützt sie Rio bei diversen schwierigen Situationen. Sie hegt Gefühle für Rio.
Alma (アルマ, Aruma)
Eine ältere Frau aus dem Reich der Zwerge und eine Nachkommin der drei Dorfältesten. Sie ist Mitglied der Kriegertruppe des Dorfes und eine Priesterin von Dryad. Sie und Sara sind Latifas Lehrerinnen für Geistermagie. Außerdem ist sie es, die Latifa die Sprache der Geister und deren Gepflogenheiten und Traditionen näherbringt. Sie erlernt später Nahkampf von Rio.
Ouphia (オーフィア, Ōfia)
Eine Bewohnerin des Geisterdorfes, die neben Sara und Alma damit beauftragt wird, mit Rio und Latifa zu leben und den beiden auszuhelfen. Ouphia und Ursula sind Rios Lehrerinnen für Geistermagie. Ouphia hilft Rio im Verlauf der Handlung mehrere Male dabei, schwierige Situationen zu lösen.

## Veröffentlichungen

### Romanreihe
Yuri Kitayama startete Seirei Gensouki am 12. Februar 2014 auf der Online-Plattform Shōsetsuka ni Narō als Webroman und veröffentlichte bis 30. Oktober 2020 zehn Bände. Aufgrund von rechtlichen Problemen musste er die weiteren Arbeiten an dem Werk auf der Plattform einstellen und bereits veröffentlichte Kapitel entfernen.
Im Oktober des Jahres 2015 erfuhr die Webromanreihe eine Umsetzung als Light-Novel-Zyklus mit Zeichnungen von Riv, welcher in Japan beim Verlag Hobby Japan erscheint und bis November 2021 20 Bände hervorbrachte. Die Light Novel erscheint seit August 2018 in englischer Sprache beim US-amerikanischen Verlag J-Novel Club.
Im Juli des Jahres 2020 waren diverse Verleger von Web-Mangas und Light Novels von einer unvorhergesehenen Löschung ihrer Titel bei Amazon Kindle betroffen, darunter auch J-Novel Club. Der Eigentümer teilte mit, dass das Unternehmen nicht von Amazon selbst über die Löschung mehrerer Angebote informiert, sondern von Lesern aufmerksam gemacht wurde. Betroffen von der Löschung wurde der vierte Band der Romanreihe.
| Band | Titel (japanisch)       | Veröffentlichung (Japan) | ISBN (Japan)                                                      |
| ---- | ----------------------- | ------------------------ | ----------------------------------------------------------------- |
| 1    | Itsuwari no Ōkoku       | 01. Oktober 2015         | ISBN 978-4-79861-098-6.                                           |
| 2    | Seirei no Shukufuku     | 01. Dezember 2015        | ISBN 978-4-79861-130-3.                                           |
| 3    | Ketsubetsu no Chinkonka | 01. März 2016            | ISBN 978-4-79861-186-0.                                           |
| 4    | Yūkyū no Kimi           | 01. Juni 2016            | ISBN 978-4-79861-235-5.                                           |
| 5    | Hakugin no Hanayome     | 01. September 2016       | ISBN 978-4-79861-283-6.                                           |
| 6    | Ōma no Pureryūdo        | 29. Dezember 2016        | ISBN 978-4-79861-343-7.                                           |
| 7    | Yoake no Rondo          | 01. April 2017           | ISBN 978-4-79861-429-8.                                           |
| 8    | Tsuioku no Kanata       | 01. September 2017       | ISBN 978-4-79861-516-5.                                           |
| 9    | Gekka no Yūsha          | 29. Dezember 2017        | ISBN 978-4-79861-606-3.                                           |
| 10   | Rin'ne no Wasurenagusa  | 31. März 2018            | ISBN 978-4-79861-677-3.                                           |
| 11   | Hajimari no Sōmeikyoku  | 01. September 2018       | ISBN 978-4-79861-748-0.                                           |
| 12   | Senjō no Kōkyōkyoku     | 01. Dezember 2018        | ISBN 978-4-79861-821-0.                                           |
| 13   | Tai no Shimizuakira     | 01. April 2019           | ISBN 978-4-79861-907-1.                                           |
| 14   | Fukushū no Jojōshi      | 01. August 2019          | ISBN 978-4-79861-977-4.                                           |
| 15   | Yūsha no Kyōsōkyoku     | 30. November 2019        | ISBN 978-4-79862-058-9.                                           |
| 16   | Kishi no Kyūjitsu       | 01. April 2020           | ISBN 978-4-79862-186-9.                                           |
| 17   | Seijo no Fukuin         | 01. September 2020       | ISBN 978-4-79862-260-6.                                           |
| 18   | Daichi no Kemono        | 01. Dezember 2020        | ISBN 978-4-79862-367-2.                                           |
| 19   | Fu no Tachi             | 01. April 2021           | ISBN 978-4-79862-478-5.                                           |
| 20   | Kanojo no Seisen        | 01. September 2021       | ISBN 978-4-79862-552-2.                                           |
| 21   | Ryu no Kenzoku          | 01. März 2022            | ISBN 978-4-79862-752-6.                                           |
| 22   | Junpaku no Hōteishiki   | 01. August 2022          | ISBN 978-4-79862-887-5. ISBN 978-4-79862-821-9. (Special Edition) |
| 23   | Haru no Gikyoku         | 01. Februar 2023         | ISBN 978-4-79863-040-3.                                           |
| 24   | Yami no Seika           | 01. August 2023          | ISBN 978-4-79863-240-7. ISBN 978-4-79863-154-7. (Special Edition) |
| 25   | Watashitachi no Eiyū    | 01. Februar 2024         | ISBN 978-4-79863-403-6.                                           |
| 26   | Kyokō no Arika          | 01. Oktober 2024         | ISBN 978-4-79863-643-6.                                           |
|      |                         |                          |                                                                   |

### Manga
Eine erste Umsetzung als Web-Manga startete im Oktober 2016 und wurde aufgrund des gesundheitlichen Zustandes des Illustratoren tenkla im Februar des Folgejahres abgebrochen. Im Juli des gleichen Jahres startete Kitayama gemeinsam mit Zeichner Futago Minaduki einen weiteren Web-Manga, welcher auf der Plattform Comic Fire von Hobby Japan, welcher auch den abgebrochenen Manga veröffentlichte, erscheint. Dieser brachte bis November 2021 sieben Bände im Tankōbon-Format hervor. Der Manga wurde, wie die Light Novel auch, von J-Novel Club für eine englischsprachige Übersetzung lizenziert.
| Band | Veröffentlichung (Japan) | ISBN (Japan)            |
| ---- | ------------------------ | ----------------------- |
| 1    | 27. Dezember 2017        | ISBN 978-4-79861-598-1. |
| 2    | 27. Juni 2018            | ISBN 978-4-79861-716-9. |
| 3    | 27. November 2018        | ISBN 978-4-79861-809-8. |
| 4    | 26. Juli 2019            | ISBN 978-4-79861-967-5. |
| 5    | 27. April 2020           | ISBN 978-4-79862-200-2. |
| 6    | 26. Dezember 2020        | ISBN 978-4-79862-374-0. |
| 7    | 02. August 2021          | ISBN 978-4-79862-560-7. |
| 8    | 30. April 2022           | ISBN 978-4-79862-650-5. |
| 9    | 01. Februar 2023         | ISBN 978-4-79862-995-7. |
| 10   | 29. September 2023       | ISBN 978-4-79863-211-7. |
|      |                          |                         |

## Videospiel
Am 16. April 2021 wurde mit Seirei Gensouki Another Tale das erste Videospiel angekündigt. Dabei handelt es sich um ein Free-to-Play-Online-Rollenspiel mit der Möglichkeit für In-game-Käufen.

## Anime-Fernsehserie

### Produktion und Veröffentlichung

#### Erste Staffel
Am 26. November 2020 kündigte der japanische Verleger Hobby Japan eine Umsetzung der Romanreihe als Anime-Fernsehserie an. Die zwölf Episoden umfassende erste Staffel entstand unter der Regie von Osamu Yamasaki im Studio TMS Entertainment. Zudem zeigte sich Yamasaki gemeinsam mit Mitsutaka Hirota, Megumu Sasano und Yoshiko Nakamura für das Drehbuch verantwortlich. Kyoko Yufu zeigte sich für das Charakterdesign verantwortlich, während Yasuyuki Yamazaki die Serienmusik komponierte, die von Nippon Columbia in Zusammenarbeit mit TMS Music produziert wurde.
Das Vorspannlied, New Story, welches in der ersten Staffel zu hören ist, wurde von Marika Kōno gesungen. Für Kōno stellte dies eine Premiere dar. Das Lied im Abspann der ersten Staffel, Elder Flower, wurde von Aguri Ōnishi interpretiert.
Die erste Staffel lief zwischen dem 6. Juli und 21. September 2021 auf TV Tokyo, BS Fuji und AT-X im japanischen Fernsehen. Im deutschsprachigen Raum sowie in diversen englischsprachigen Territorien wurde die erste Staffel von Crunchyroll im Simulcast in Originalsprache mit Untertiteln gezeigt. Im Oktober 2021 wurde angekündigt, dass Seirei Gensōki eine deutschsprachige Vertonung erhalten werde. Die erste Episode erscheint am 27. Dezember gleichen Jahres in deutscher Sprache. Zum selben Zeitpunkt wird auch eine englischsprachige Umsetzung veröffentlicht.

#### Zweite Staffel
Am 5. November 2021 wurde die Produktion einer zweiten Staffel offiziell bestätigt und am 4. August 2023 der Start für das Jahr 2024 angekündigt. Die zwölf Episoden umfassende zweite Staffel lief vom 8. Oktober bis 24. Dezember 2024 im japanischen Fernsehen und entstand unter der Regie von Hiroshi Kubo erneut im Studio TMS Entertainment, wobei bei der Produktion das Animationsstudio WAO World hinzugezogen wurde. Osamu Yamasaki, welcher in der ersten Staffel Regie führte, schrieb für die zweite Staffel das Drehbuch, während Kyoko Yufu erneut das Charakterdesign anfertigte.
In den Hauptrollen sind Yoshitsugu Matsuoka als Rio Karasuki und Sayaka Harada als Miharu Miyase zu hören. Zudem wurde bekanntgegeben, dass der Serienstart der zweiten Staffel im Oktober 2024 sein werde. Die erste Folge der zweiten Staffel startete schließlich am 8. Oktober 2024 im japanischen Fernsehen. Der Vorspann ist musikalisch mit dem Lied Auftakt von Aguri Ōnishi unterlegt, während im Abspann das Stück Harumachiuta von Nanaka Suwa zu hören ist.

### Synchronisation
Die deutsche Synchronfassung entsteht im Studio Hamburger Synchron.
| Rolle              | japanischer Sprecher (Seiyū) | deutscher Sprecher                  |
| ------------------ | ---------------------------- | ----------------------------------- |
| Rio/Haruto Amakawa | Yoshitsugo Matsuoka          | Flemming Stein                      |
| Celia Claire       | Akane Fujita                 | Leonie Landa                        |
| Aishia             | Yūki Kawahara                | Arlette Stanschus                   |
| Latifa             | Tomori Kusunoki              | Elise Eikermann                     |
| Miharu Ayase       | Sayaka Harada                | Julia Fölster                       |
| Christina Beltrum  | Sayumi Suzushiro             | Linda Fölster                       |
| Flora Beltrum      | Kaede Hondo                  | Leoni Kristin Oeffinger             |
| Roanna Fontaine    | Sayaka Kaneko                | Maria Wardzinska                    |
| Alfred Emerle      | Kenji Hamada                 | Sascha Draeger                      |
| Charles Arbor      | Atsushi Tamaru               | Jonas Minthe                        |
| Reiss Vulfe        | Kōji Yusa                    | Robert Kotulla                      |
| Liselotte Cretia   | Nao Tōyama                   |                                     |
| Hayate Saga        | Chiaki Kobayashi             | Jesse Grimm                         |
| Komomo Saga        | Yui Fukuo                    |                                     |
| Gōki Saga          | Takaki Ōtomari               | Achim Buch                          |
| Kayoko Saga        | Nozomi Yamamoto              | Kristina von Weltzien               |
| Aki Sendō          | Marika Kōno                  | Jenny Maria Meyer 1 Amira Leisner 2 |
| Masato Sendō       | Aguri Ōnishi                 | Robert Knorr                        |
| Lucius Orgueil     | Kōji Yusa                    |                                     |

### Crowdfunding-Aktion
Mit der Ausstrahlung der ersten Episode der Anime-Fernsehserie am 6. Juli 2021 startete das Produktionsteam eine Crowdfunding-Aktion auf der Anime-Seite Anime Fund, mit dem Ziel fünf Millionen Yen (umgerechnet knapp 38.400 EUR) zu sammeln und auf die Serie aufmerksam zu machen. Geldspender konnten je nach Höhe des Spendenbetrages exklusive Extras, wie Key-Animationen, Kopien der Drehbücher und der Synchronaufnahmen, sowie das Kleid von Celia Claire oder eine Requisite von Rios Schwert erhalten. Drei Tage nach Start der Aktion konnten bereits mehr als 3,2 Millionen Yen gesammelt werden.

## Besprechungen
Rebecca Silverman, eine Redakteurin der Online-Plattform Anime News Network, wählte Seirei Gensōki als schlechteste Anime-Fernsehserie des Sommers 2021. Obwohl das Setting eine Neuerung des Isekai-Genres verspreche, könne der Titel die Erwartungen nicht erfüllen. Laut Silverman liege das daran, dass das Produktionsteam die Vorlage nur halbherzig umgesetzt haben, sodass keine Welt- und Charakterentwicklungen stattfinde.